# NGC 7312
NGC 7312 في الفهرس العام الجديد، هي مجرة، تقع في كوكبة الفرس الأعظم. اكتشفت في 30 أكتوبر 1863 بواسطة ألبرت مارث.

## روابط خارجية
- NGC 7312 على موقع ويكي سكاي: DSS2, SDSS, GALEX, IRAS, Hydrogen α, X-Ray, Astrophoto, Sky Map, Articles and images